# Gare de Sceaux (ancienne)
L' ancienne gare de Sceaux était une gare ferroviaire du système Arnoux sur ce qu'on appela la ligne de Sceaux, qui fut en fonction de 1846 à 1894. Elle était située dans l'aile de l'ancienne ferme du jardin de la Ménagerie de Sceaux.

## Historique
Le succès du Bal de Sceaux, plaide en faveur du développement des transports et de la création d'une ligne ferroviaire entre la Barrière d'Enfer et la ville de Sceaux.
La concession revient à l'ingénieur Jean-Claude-Républicain Arnoux en 1844, inventeur d'un procédé de voitures breveté, dit Système Arnoux, permettant de tracer des lignes ferroviaires courbes.
Le train partait de la Barrière d'Enfer à Paris (en gare de Denfert-Rochereau) et pénétrait à l'intérieur du jardin de la Ménagerie, réalisant un demi-tour suivant une ligne courbe. L'inauguration eut lieu le 7 juin 1846 et la ligne fut ouverte au public le 23 juin 1846.
Tout cela fut abandonné lors du prolongement de la ligne jusqu'à la gare de Robinson, avec la modification du tracé ne passant plus par le centre de Sceaux. Le terrain fut mis en vente. Avec la fin de l'exploitation de ce mode de transport, la municipalité de Sceaux fit en 1894, l'acquisition des terrains comprenant la cour de l'ancienne gare et le café du chemin de fer. Les bâtiments du débarcadère furent transformés en maisons d'habitations que l'on peut voir du 1 au 5 impasse du Marché qui a été ouverte en 1896 lors de la création du marché de Sceaux en 1895. Tout cet ensemble faisait autrefois partie du jardin de la Ménagerie.

Vues sur les emplacements de la gare…
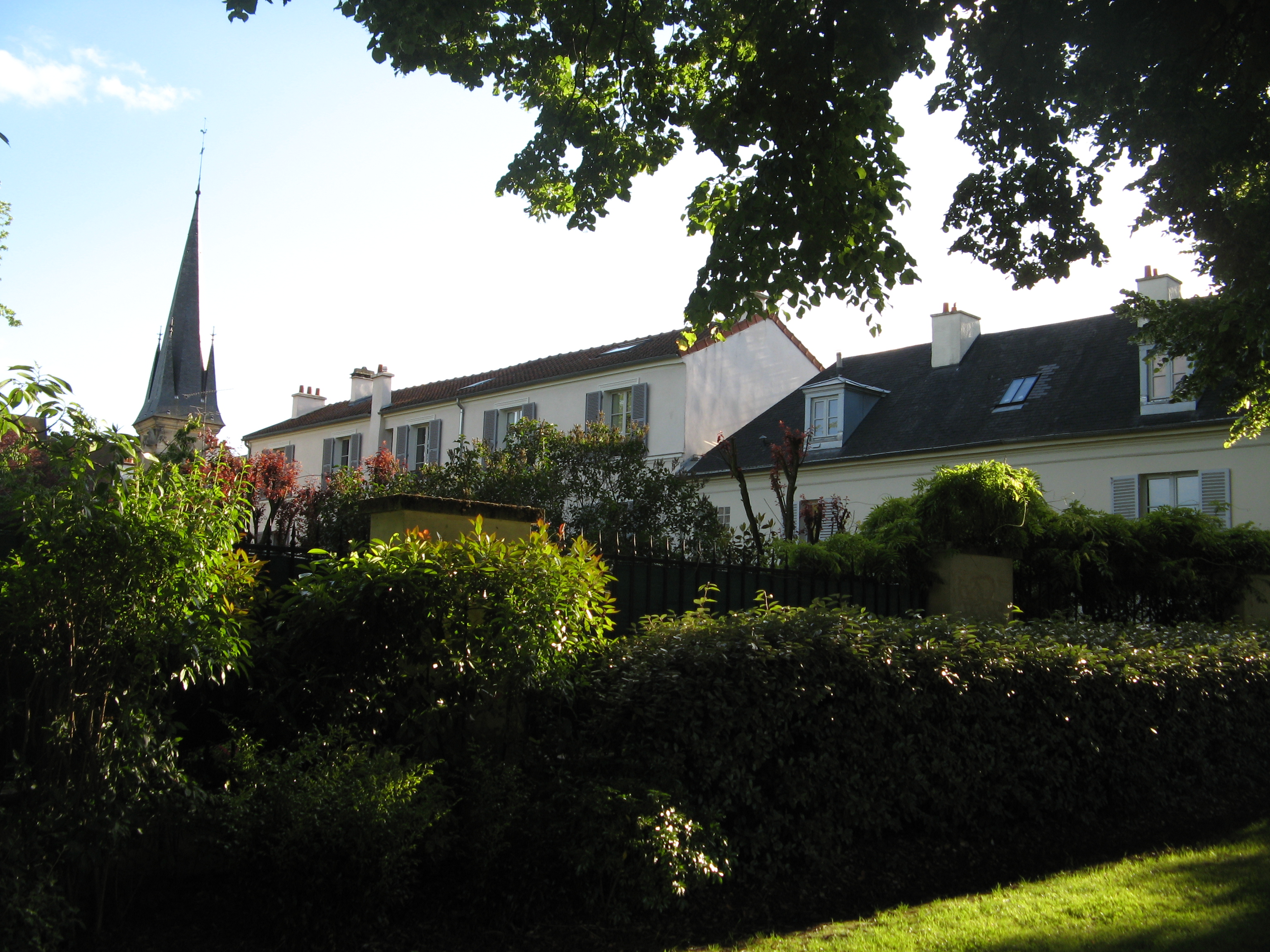
…depuis le jardin de la Ménagerie.
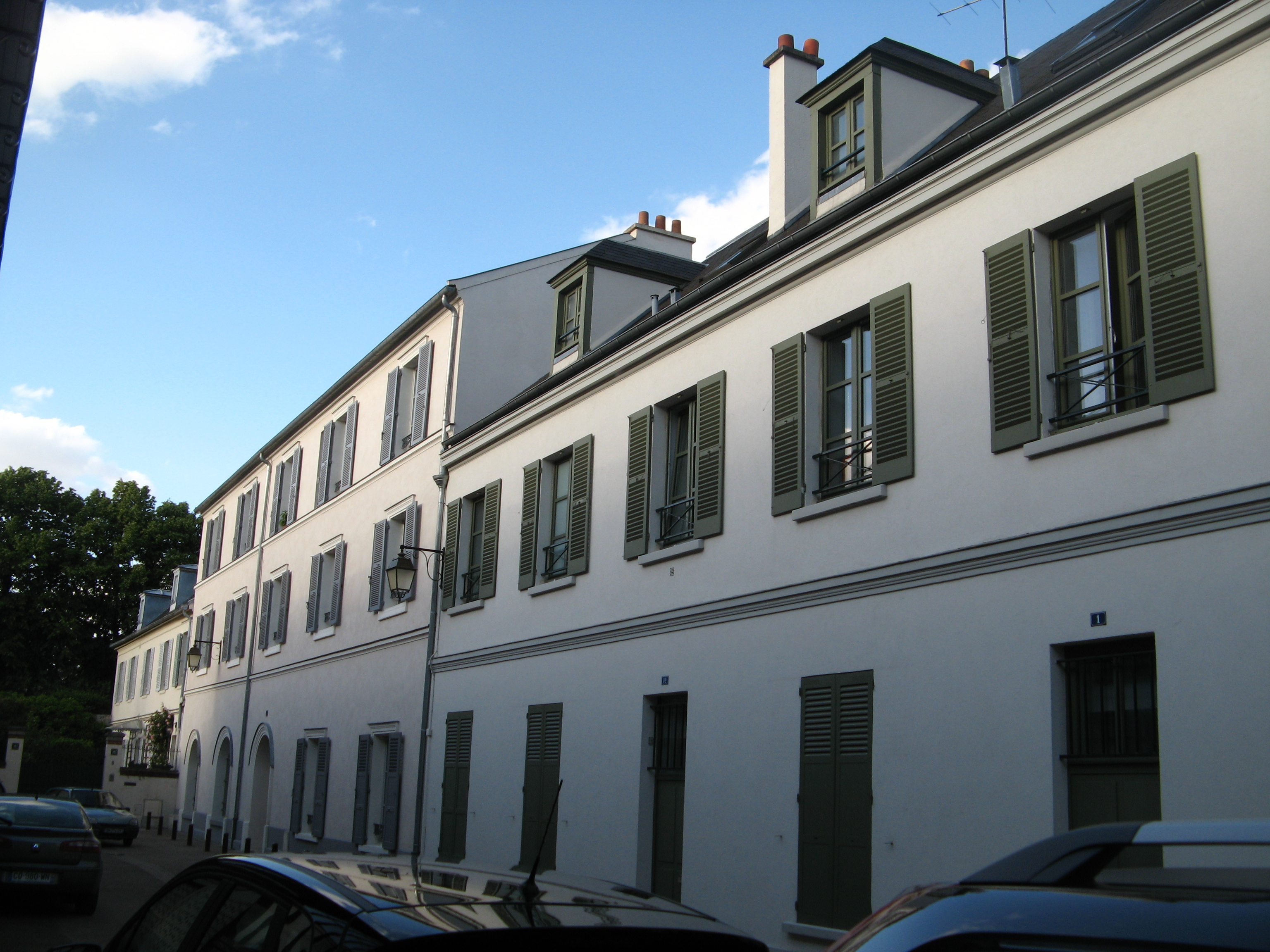
…depuis l'impasse du Marché.